# شهرستان هیکمن (کنتاکی)
شهرستان هیکمن، کنتاکی (به انگلیسی: Hickman County, Kentucky) یک سکونتگاه مسکونی در ایالات متحده آمریکا است که در کنتاکی واقع شده‌است.